# Chloroclystis eurylopha
Chloroclystis eurylopha är en fjärilsart som beskrevs av Turner 1922. Chloroclystis eurylopha ingår i släktet Chloroclystis och familjen mätare. Inga underarter finns listade i Catalogue of Life.